# Skull Murphy
John Joseph Murphy, maggiormente noto con lo pseudonimo Skull Murphy (Hamilton, 7 dicembre 1930 – Charlotte, 23 marzo 1970), è stato un wrestler canadese.
Iniziò la carriera in Canada per poi spostarsi successivamente nella Jim Crockett Promotions e Georgia Championship Wrestling negli Stati Uniti. Negli anni sessanta, formò un tag team con Brute Bernard nella World Wide Wrestling Federation. Nell'ultima parte di carriera, lavorò principalmente in Australia.

## Biografia
Murphy crebbe a Hamilton. Da bambino, sviluppò una malattia che lo rese completamente glabro. Frequentò l'Hamilton Central Technical School, dove conobbe il lottatore professionista Chuck Molnar. Molnar lo convinse a diventare un wrestler, e Murphy iniziò ad allenarsi presso l'Hamilton Jewish YMCA con Jimmy Simms.

## Carriera

### Inizi
Murphy debuttò nel 1952. Lottò nella zona di Welland, Ontario e nella Northland Wrestling Enterprises di Larry Kasaboski. Trasferitosi negli Stati Uniti, iniziò a lavorare per la Jim Crockett Promotions. All'epoca veniva presentato al pubblico come proveniente dall'Irlanda. Nel 1959, lottava nella Georgia Championship Wrestling (GCW), dove ebbe un feud di rilievo con Dickie Gunkel. Il pugile professionista Joey Maxim fu l'arbitro di un match tra Murphy e Gunkel. Quando Gunkel vinse, Murphy sfidò Maxim a un "wrestler vs. boxer" match da stipularsi la settimana seguente. Il match venne vinto da Murphy. Trascorse svariati anni nella GCW dove vinse cinque titoli iridati nel 1961, inclusi tre regni come NWA Southern Heavyweight Championship (Georgia version). Inoltre formò un tag team insieme a Gypsy Joe e la coppia vinse sia l'NWA International Tag Team Championship che l'NWA Southern Tag Team Championship.

### Tag Team con Brute Bernard
In seguito Murphy venne inserito in un tag team con Brute Bernard, altro canadese. I due lottarono insieme nella World Wide Wrestling Federation, vincendo il WWWF United States Tag Team Championship il 16 maggio 1963. La coppia lottò anche nella Championship Wrestling from Florida e vinse l'NWA World Tag Team Championship (Florida version) in due occasioni. Oltre che negli Stati Uniti, Murphy & Bernard riscossero successo anche in Australia. I due si aggiudicarono l'IWA World Tag Team Championship per due volte nel 1966 nel periodo trascorso nella World Championship Wrestling.

### Australia e reunion con Bernard
Murphy rimase in Australia mentre Bernard tornò negli Stati Uniti. Skull Murphy non riuscì più a vincere un titolo negli Stati Uniti, ma ne conquistò parecchi altri in Australia sia come wrestler singolo che nella divisione tag team. Nei successivi due anni, ebbe due regni come IWA World Heavyweight Champion. Formò un tag team con Killer Kowalski e vinse l'IWA World Tag Team Championship per altre due volte, sconfiggendo Red Bastien & Mario Milano in entrambe le occasioni. Quindi si riunì con Bernard per riconquistare nuovamente le cinture di coppia IWA. Il duo tornò negli Stati Uniti, per lottare nella Jim Crockett Promotions come coppia heel.
Il territorio prediletto da Murphy, tuttavia, rimase sempre l'Australia dove nel 1968, vinse altri due IWA World Tag Team Championship, questa volta in coppia con Killer Karl Kox e Toru Tanaka. Il 18 novembre 1968 divenne anche IWA World Heavyweight Championship. Lottando in Giappone per la All Japan Pro Wrestling, fece coppia con Klondike Bill per vincere l'All Asia Tag Team Championship. Si aggiudicò l'ultimo titolo il 5 dicembre 1969, quando riunitosi con Bernard, il tag team conquistò l'IWA World Tag Team Championship.

## Morte
Il 23 marzo 1970, Murphy & Bernard avrebbero dovuto affrontare The Kentuckian & Mr. Wrestling. Tuttavia, prima dell'evento, la moglie di Murphy lo trovò morto nel suo appartamento, vittima di un'overdose di barbiturici in quello che sembrò un apparente suicidio.

## Personaggio
Mosse finali
- Heart punch[1]

## Titoli e riconoscimenti
- Japan Pro Wrestling Alliance
  - All Asia Tag Team Championship (1) - con Klondike Bill[17]
- Championship Wrestling from Florida
  - NWA World Tag Team Championship (Florida version) (2) - con Brute Bernard[12]
- Georgia Championship Wrestling
  - NWA International Tag Team Championship (Georgia version) (1) - con Gypsy Joe[9]
  - NWA Southern Heavyweight Championship (Georgia version) (3)[8]
  - NWA Southern Tag Team Championship (Georgia version) (1) – con Gypsy Joe[10]
- World Championship Wrestling (Australia)
  - IWA World Heavyweight Championship (3)[14]
  - IWA World Tag Team Championship (9) - con Brute Bernard (5), Killer Kowalski (2), Killer Karl Kox (1), e Toru Tanaka (1)[13]
- World Wide Wrestling Federation
  - WWWF United States Tag Team Championship (1) - con Brute Bernard[11]